# VOLftp
VOLftp è stato un servizio FTP via Web, nato nel febbraio 1996 all'interno di Video On Line e che, in concorrenza con analoghi servizi quali Tucows e Simtel, permetteva di scaricare migliaia di software gratuiti.
VOLftp disponeva di una redazione, la quale era il punto di riferimento per il software freeware, shareware e di pubblico dominio in Italia attraverso rubriche, newsletter e l'area di promozione dei programmatori italiani. La redazione era guidata da Franco Saiu ed era composta da 8 membri fissi nel 1999 e da 12 nel 2004.
VOLftp, con il servizio Cargo, consentiva il trasferimento di file da server dedicati su richiesta degli utenti di VOL per renderli ad essi disponibili dai propri server e per consentire il massimo della velocità per le connessioni dial-up disponibili all'epoca; il limite massimo dei file trasferibili era di 200 MB per singolo file.
VOLftp, a differenza di Video On Line, non venne ceduto a Telecom Italia, ma restò della società Exol SpA, che gestì il servizio assieme a Telecom Italia Net fino al mese di marzo 1999. Al posto di Exol e TIN subentrò Tiscali, che il 29 aprile 1999, tramite L'Unione Sarda, vendette VOLftp al Gruppo Mondadori per 6 miliardi di lire.
Nel febbraio 2001 Mondadori stipulò una partnership con Tiscali per la gestione di VOLftp, per poi cedere l'attività proprio a Tiscali nel 2004.
Le ultime attività di VOLftp, desumibili dai post del blog curato da Tiscali, risalgono al 4 giugno 2013.
Il logo di VOLftp era costituito in origine dalle lettere "vol" (in verticale) e "FTP" (in orizzontale) affiancate da una sagoma tricolore dell'Italia; con la gestione Mondadori venne sostituito da una versione formata da 3 delfini di colore blu, arancione e giallo, mentre con quella di Tiscali mutò in un ovale arancione contenente un delfino di colore bianco.